# Metopia campestris
Metopia campestris is een vliegensoort uit de familie van de dambordvliegen (Sarcophagidae). De wetenschappelijke naam van de soort is voor het eerst geldig gepubliceerd in 1810 door Carl Fredrik Fallén.